# Isla Muertos
Isla Muertos (también conocida alternativamente como Isla Gitana) es una isla del país centroamericano de Costa Rica, geográficamente se ubica cerca de la Bahía Gigante, en la Península de Nicoya, en el Océano Pacífico. Posee una superficie de 30 hectáreas (equivalentes a 0,30 km²), y se encuentra deshabitada. El nombre de muertos se deriva del hecho de que antiguamente había un cementerio en el lugar. Una vegetación boscosa cubre la isla. Al norte se encuentra la también isla de San Lucas, al este la de Guayabo y al sur la de Cedros. Administrativamente pertenece a la provincia de Puntarenas.